# Antigua Calabria
Calabria fue el nombre que recibió la parte sur de Italia antiguamente, aplicado especialmente a lo que hoy es la Pulla. Más tarde la Pulla recibió este nombre y Calabria se aplicó a Brucio o península de Rhegium. Este nombre se ha conservado y hoy es una región de Italia.

## Historia
La Calabria antigua era llamada por los griegos Mesapia y Yapigia. El nombre Yapigia se aplicó pronto a toda la parte sudeste de Italia hasta la Lucania, es decir, incluyendo la Pulla y la Calabria actuales. Heródoto consideraba a la Pulla como parte de Yapigia, pero no dio un nombre específico a la península. Heródoto y Tucídides mencionan a los mesapios, pero no a Mesapia, y dicen que eran yapigios. Polibio y Estrabón utilizan Mesapia como un término geográfico limitado a la península y consideran el nombre sinónimo de Yapigia, y al país de los peucetios y daunios lo llaman Pulla (porque allí viven los apulios)
Los primeros pobladores mencionados de la Calabria histórica fueron los salentinos, que vivían en lo que hoy es la Pulla del sur hasta Tarento, y los calabrios que serían el mismo pueblo que los mesapios, y que vivían en la parte norte del territorio actual de Pulla hasta el país de los peucetios. Los romanos tomaron el nombre de calabrios (los griegos los llamaban mesapios) para bautizar a toda la región (Calabria) a la que los griegos llamaban Mesapia. En tiempos de Augusto ya estaba impuesto el nombre de Calabria a lo que hoy es la Pulla. El límite occidental de los calabrios o mesapios no está bien determinado. 
Las producciones principales del país fueron el olivo, el vino y la miel. El país era conocido por sus caballos, y en el siglo III a. C. los apulios y los calabrios proveían a la caballería romana de excelentes caballos.
Los primeros asentamientos fueron griegos. Tarento se fundó en el 708 a. C. y los griegos dicen que en aquel tiempo los yapigios o mesapios ya poseían las ciudades de Hyria y Brundisium. Los mesapios estuvieron a menudo en guerra con los colonos griegos. Ya el primer jefe de Tarento, Falantos, se enfrentó a la hostilidad de los mesapios y hubo de huir un tiempo de la ciudad. Pero los tarentinos obtuvieron victorias a lo largo de los años. En una de estas victorias ocuparon la ciudad de Carbina, que fue destruida. El libro de los Fastii romano habla de una victoria sobre los salentinos y los mesapios (calabrios) en 487 a. C. Los mesapios derrotaron a Tarento el 473 a. C. en una gran batalla. Los tarentinos se recuperaron y se aliaron con los apulios (peucetios y daunios), pero los mesapios encontraron aliados en los lucanos. La nueva fuerza provocó que Tarento tuviera que pedir ayuda externa: el espartano Arquidamo II, y el rey Alejandro de Epiro entre otros. Alejandro murió en batalla contra los mesapios en Manduria en el 338 a. C. Los mesapios de las zonas cercanas a los griegos habían adoptado sus hábitos refinados, pero los de más lejos seguían siendo guerreros. Los mesapios ofrecieron poca resistencia a la penetración romana. Pronto los mesapios, lucanos y tarentinos se unieron contra Roma, y pidieron ayuda a Pirro de Epiro, hasta que este fue derrotado y Tarento sometida. Entonces los romanos en una pequeña campaña sometieron a los mesapios (para ellos calabrios) de toda la península de Yapigia. De los salentinos no se vuelve a hablar y debieron quedar igualmente sometidos y desde entonces sólo se habla de los calabrios. Los salentinos sólo vuelven a aparecer brevemente durante la segunda guerra púnica en el 213 a. C. sublevados contra Roma, pero rápidamente sometidos.
Calabria fue incluida por Augusto en la segunda región de Italia, y administrativamente quedó unida a menudo a la vecina Pulla (igual como la Lucania unida al Brutium).

Después de la caída del imperio, del breve dominio de los hérulos, y de los ostrogodos, los bizantinos la recuperaron y mantuvieron hasta la conquista normanda en el siglo XI. Los bizantinos llamaron Calabria a todas sus posesiones del sur de Italia y mientras que el territorio de la antigua Calabria lo perdieron, conservaron muchos territorios de la antigua Brutium. Así llegó un momento en que la parte principal del territorio bizantino de Calabria, estaba casi limitado a la antigua Brutium (un nombre geográfico aplicado, pero inexistente de hecho) y fue éste el que recibió el nombre de Calabria. Esto pasó después del siglo VIII porque en este siglo Paulos Diáconos aún utilizaba Calabria para referirse a la actual Pulla. En el siglo X Constantino VII y Liutprando de Cremona lo aplicaron a todo el sur de Italia o a veces sólo a la Calabria actual. 
Con la conquista normanda ya se habla claramente de Calabria para la actual Calabria y Pulla para la antigua Calabria (nombre antes aplicado sólo a la parte al norte)

## Ciudades
Estrabón dice que en la península de los yapigios había trece ciudades relevantes, pero que en su tiempo sólo eran importantes Brundisium y Tarento. Las demás ciudades existentes eran:
- Baletium
- Lupia
- Rudiae
- Hydruntum
- Castrum Minervae
- Basta
- Verietum
- Leuca
- Uxentium
- Aletium
- Callípolis
- Neretum
- Mandúria
- Caelia
- Hyria (Uria)
- Soletum
- Sturnium
- Fratuertium Bauota (o Fratuertium Baubota) conocida también como Baeuora
- Salentia (dudosa, mencionada solo por Esteban de Bizancio)
- Portus Sasina
- Portus Tarentinus

Comunicaciones:
- Rama de la vía Trajana entre Brundisium y el promontorio yapigio
- Vía entre Tarento y el promontorio yapigio